# 大内孜
大内 孜（おおうち つとむ、1893年（明治26年）1月2日 - 1939年（昭和14年）7月4日）は、日本の陸軍軍人。最終階級は陸軍少将。

## 経歴
宮城県出身。軍人・大内則義の息子として生まれる。陸軍中央幼年学校予科、中央幼年学校本科を経て、1914年（大正3年）5月、陸軍士官学校（26期）を卒業し、同年12月、騎兵少尉に任官し騎兵第2連隊付となる。1922年（大正11年）11月、陸軍大学校（34期）を卒業した。
1923年（大正12年）12月、陸軍省軍務局付勤務となる。以後、軍務局課員、関東軍司令部付（支那馬調査班）、同（南満州鉄道嘱託）、陸軍兵器本廠付（新聞班）を務め、1929年（昭和4年）8月、騎兵少佐に昇進。1930年（昭和5年）12月から1931年（昭和6年）11月まで陸大で専攻学生として学んだ。陸軍騎兵学校教官を経て、1932年（昭和7年）2月から同年5月まで上海派遣軍参謀として第一次上海事変に出征した。
1933年（昭和8年）8月、騎兵中佐に進みラトビア公使館付武官となる。参謀本部付、騎兵集団参謀長、騎兵学校教官などを経て、1937年（昭和12年）8月、騎兵大佐に進級し留守第5師団参謀長に就任。1938年（昭和13年）7月、第23師団参謀長に転じ、1939年（昭和14年）のノモンハン事件に出動し、同年7月、空爆により戦死し陸軍少将に進級した。